# 串木野郵便局
串木野郵便局（くしきのゆうびんきょく）は、鹿児島県いちき串木野市にある郵便局。民営化前の分類では集配普通郵便局であった。

## 概要
住所：〒896-8799 鹿児島県いちき串木野市大原町156

## 沿革
- 1874年（明治7年）12月16日 - 串木野郵便取扱所として開設[1]。
- 1875年（明治8年）1月1日 - 串木野郵便局（五等）となる。
- 1885年（明治18年）10月1日 - 貯金取扱を開始。
- 1889年（明治22年）4月1日 - 串木野町郵便受取所となる。
- 1898年（明治31年）11月16日 - 串木野郵便受取所に改称。
- 1900年（明治33年）3月28日 - 串木野郵便局となる。
- 1973年（昭和48年）12月10日 - 串木野市旭町から、同市大原町に局舎を新築、移転[2]するとともに和文電報受付および電話通話業務を開始[3]。
- 1991年（平成3年）3月17日 - 羽島郵便局から集配業務を移管。
- 1999年（平成11年） - 外国通貨の両替および旅行小切手の売買に関する業務取扱を開始。
- 2007年（平成19年）2月11日 - 市来郵便局から「899-21xx」区域の集配業務を移管[4]。
- 2007年（平成19年）10月1日 - 民営化に伴い、併設された郵便事業串木野支店に一部業務を移管。
- 2012年（平成24年）10月1日 - 日本郵便株式会社発足に伴い、郵便事業串木野支店を串木野郵便局に統合。

## 取扱内容
- 郵便、印紙、ゆうパック、内容証明
- 貯金、為替、振替、振込、国際送金、国債、投資信託
- 生命保険、バイク自賠責保険、自動車保険
- ゆうちょ銀行ATM
- 「896-00xx」「899-21xx」区域（いちき串木野市の全域）の集配業務
- ゆうゆう窓口

## 周辺
- いちき串木野市役所
- いちき串木野市立串木野小学校
- いちき串木野市立串木野中学校

## アクセス
- JR鹿児島本線 串木野駅から徒歩約9分
- 鹿児島交通、いきいきバス 大原停留所下車
- 南九州自動車道 串木野ICから西へ約2km
- 国道3号沿い
- 駐車場あり：20台